# Pic de Randa
Pour les articles homonymes, voir Randa (homonymie).
Le pic de Randa ou pic de Cura est le sommet principal qui donne son nom au massif de Randa. Il culmine à 555 mètres d'altitude et se situe sur les municipalités  d'Algaida et Llucmajor.
À son sommet se trouve le sanctuaire de Cura, sur ses flancs, les ermitages de Gracia et Saint honoré. À ses pieds se trouve la ville de Randa. Le lieu est connu pour avoir servi de retraite spirituelle à Ramon Llull.
À la cime du pic est célébrée la bénédiction des fruits.
Un éperon important de cette montagne est le pic de Son Reus avec 501 m d'altitude.

## Itinéraires d'ascension
L'ascension la plus classique se fait par la route qui part de Randa et passe par tous les sanctuaires du pic jusqu'à celui de Cura. Une route alternative traverse celle de la forêt d'Albenya, continue par le chemin du bon pastor et atteint la cime entre le mont Colomer et le Morro d'en Moll.

## Légendes
La domination du pic de Randa sur la plaine et la mer autour de Llucmajor, et sa forme particulière a fait attribuer des légendes populaires à ce sommet : 
- la première, basée sur la forme du pic, explique qu'un géant venu d'Alger voulait voyager jusqu'à Majorque les deux pieds posés sur des bateaux et portant un sac de terre. Arrivé à Cabrera, chacun des bateaux passe par un côté différent de l'île, et le géant déséquilibré laisse tomber son sac qui forme le pic ;
- la seconde légende raconte que le pic est creux à l'intérieur, et que quatre colonnes d'or le maintenaient, mais que trois d'entre elles se sont rompues, la dernière donnant la forme du pic. De plus, la légende prévoit que lorsque les quatre colonnes seront rompues, le pic s'effondrera, et ensevelira Majorque dans la mer.